# 阿斯塔霍韋
47°51′32″N 39°36′48″E / 47.85889°N 39.61333°E
阿斯塔霍韋（烏克蘭語：Астахове）是位於烏克蘭東部的村莊，由盧甘斯克州多夫然斯克區的多夫然斯克市鎮負責管轄。該村始建於1794年，面積42.5平方公里，海拔高度154米，2001年人口847，人口密度每平方公里19.9人。